# Новые Зеленки
Новые Зеленки (бел. Новыя Зелянкі, Новыя Зелянькі) — деревня в Червенском районе Минской области Беларуси. Входит в состав Руднянского сельсовета.

## Географическое положение
Расположена в 16 километрах к северо-западу от Червеня, в 78 км от Минска, в 30 км от железнодорожной станции Смолевичи линии Минск—Орша.

## История
Согласно переписи населения Российской империи 1897 года имение Зеленки в составе Гребёнской волости Игуменского уезда Минской губернии, здесь был 1 двор, где проживали 68 человек, вблизи работал смолокурный завод. На 1908 год существовали имения Зеленки Старые, где был 1 двор, 10 жителей, и Зеленки Новые, где был 1 двор и 89 жителей, вблизи располагалось урочище Зеленки, насчитывавшее 2 двора и 20 жителей. На 1917 год в Новых Зеленках насчитывалось 153 жителя (63 мужчины и 90 женщин). После Октябрьской революции 1917 года на территории имения был организован совхоз «Новые Зеленки». 20 августа 1924 года деревня вошла в состав вновь образованного Гребёнского сельсовета[уточнить] Червенского района Минского округа (с 20 февраля 1938 — Минской области). Согласно переписи населения СССР 1926 года здесь было 9 дворов, где проживали 34 человека. В начале 1930-х в Зеленках работали кузница и колёсная мастерская. Во время Великой Отечественной войны деревня была оккупирована немецко-фашистскими захватчиками в начале июля 1941 года. В мае 1942 года жителями Новых Зеленков совместно с жителями деревень Черноградь, Чернова и Великий Бор организован партизанский отряд «Знамя», в октябре того же года вошедший в состав бригады «Разгром». В районе деревни шли бои, погибшие во время них советские солдаты были похоронены в братской могиле. 49 жителей деревни не вернулись с фронта. Освобождена в начале июля 1944 года. В 1966 году на братской могиле был установлен памятник-обелиск, второй памятник-обелиск был установлен в память о погибших на войне сельчанах. На 1960 год посёлок в составе Руднянского сельсовета, его население составило 676 человек. В 1980-е годы деревня, являвшаяся центром экспериментальной базы «Новые Зеленки». К Новым Зеленкам была присоединена соседняя деревня Старые Зеленки. На 1997 год здесь было 279 домохозяйств и 869 жителей. В то время здесь располагались центральная усадьба совхоза, комбикормовый завод, мастерские по ремонту сельскохозяйственной техники, средняя школа, фельдшерско-акушерский пункт, ветеринарный пункт, библиотека, магазин, столовая, комплексный приёмный пункт бытового обслуживания населения, отделение связи. На 2013 год в деревне учтено 243 домохозяйства, 681 житель.

## Инфраструктура
На 2013 год в деревне функционировали сельскохозяйственный филиал «Новые Зеленки» КУП «Городской молочный завод № 1», детский сад-средняя школа, Дом культуры, библиотека, фельдшерско-акушерский пункт, два магазина, отделение связи.

## Население
- 1897 — 1 двор, 68 жителей
- 1908 — 4 двора, 119 жителей (с учётом имения Старые Зеленки и урочища Зеленки)
- 1917 — 1 двор, 153 жителя
- 1926 — 9 дворов, 34 жителя
- 1960—676 жителей
- 1997—279 дворов, 869 жителей
- 2013—243 двора, 681 житель